# Coganoa cogani
Coganoa cogani är en insektsart som beskrevs av Irena Dworakowska 1976. Coganoa cogani ingår i släktet Coganoa och familjen dvärgstritar.
Artens utbredningsområde är Nigeria. Inga underarter finns listade i Catalogue of Life.